# Tepetzintla, Veracruz
Tepetzintla là một đô thị thuộc bang Veracruz, México. Năm 2005, dân số của đô thị này là 13672 người.